# Oudsaksisch
Het Oudsaksisch, ook wel bekend als Oudnederduits, vormt samen met het Oudfries, het Oudengels, het Oudhoogduits en het Oudnederlands de West-Germaanse groep binnen de Oudgermaanse taalfamilie. De eerste bronnen van het Oudsaksisch dateren uit de achtste eeuw.

## Verspreiding
Het gebied waar in de laatste eeuwen van het eerste millennium Oudsaksisch gesproken werd valt grofweg samen met het huidige Noord-Duitsland, met name de deelstaten Nedersaksen, Noordrijn-Westfalen, en Saksen-Anhalt en de Nederlandse provincies Drenthe, Groningen, Overijssel en Gelderland. In het zuiden liep de grens tussen het Oudsaksisch en het Oudhoogduits ongeveer van Merseburg over Göttingen tot het Sauerland en het Ruhrgebied. In het westen markeerde de Zuiderzee de grens, tot aan het Gooi. In het zuidwesten grensde het aan de Nederfrankische Rijn. In het noorden lag de spraakgrens tussen het Oudfries en het Oudsaksisch op de lijn Groningen – Bremerhaven. In het oosten werd het Oudsaksisch begrensd door het Oudslavisch en in het noorden door het Oudnoords.
Door de latere expansie naar het noorden en oosten (in exclaves reeds tot de Odermonding bij Stettin aan het eind van de 10e eeuw), en de opbloeiende handel van de Hanze ontwikkelde het Oudsaksisch zich (als Nederduits) tot schrift- en verkeerstaal.

## Klankleer
Sinds de ontwikkeling uit de Oergermaanse oorsprong is de klankleer van het Oudsaksisch tamelijk conservatief gebleven:
- Een belangrijke en invloedrijke taalverandering was de zogenaamde i-mutatie, of umlaut: onder invloed van een voor in de mond uitgesproken klinker werd de klinker in de voorafgaande lettergreep ook “verplaatst” naar voor in de mond (zogenaamde palatalisatie). Voorbeelden zijn Oudsaksisch hellia (Gotisch “halja” en Nederlands “hel”) en Oudsaksisch kennia (Gotisch “kannjan” en Nederlands “kennen”).
- Een verdere belangrijke ontwikkeling is de “splitsing” van de Oudgermaanse korte u in o en u. Werd een oorspronkelijke u gevolgd door een o, een a of een e in de volgende lettergreep dan wordt de u tot o. Voorbeelden zijn de zo ontstane afwijkende reeksen in bijvoorbeeld de verbuiging van het werkwoord biodan (Nederlands “bieden”):

ic biuda (ik bied) – wî budun (“wij boden”) - gibodan (“geboden”),
of het werkwoord tiohan (“tijgen”):
ic tiuhu (“ik tijg”) - wî tuhun (“wij togen”) - gitogan (“getogen”)
- Wat betreft de lange klinkers is er één significante wijziging: de Oudgermaanse ê (bijvoorbeeld in Gotisch slêpan (Nederlands “slapen”)) werd in het Oudsaksisch een lange â: Oudsaksisch slâpan.
- Het Oudsaksisch had een afwijkende behandeling van de Oudgermaanse tweeklanken ai en au. Waar de meeste dialecten deze tweeklank min of meer behielden, werden ze in het Oudsaksisch lange eenklanken: zo werd Oudgermaans *stain- (“steen”) Oudsaksisch stên en werd Oudgermaans *auga- (“oog”) ôga.
- een ontwikkeling die het Oudsaksisch deelt met het Oudfries, het Oudengels en het Oudnederfrankisch is de verlenging van een korte klinker voor een neusklank vóór een spirant met gelijktijdige uitval van de neusklank . Bekende voorbeelden zijn Oudengels, Oudfries en Oudsaksisch fîf (“vijf”), Oudengels en Oudsaksisch gôs ("gans"); vergelijk daarbij Oudhoogduits finf (“vijf”) en gans ("gans").
- Ook bij de behandeling van de Oudgermaanse consonanten toont het Oudsaksisch zich – anders dan het Oudhoogduits – als een conservatieve taal. Het heeft de Hoogduitse klankverschuiving niet meegemaakt.

## Vormleer
Het Oudsaksisch kent nog een uitgebreid systeem van vervoeging van de zelfstandige naamwoorden.
Alle declinaties bekend uit de andere Oudgermaanse dialecten zijn nog voorhanden. Van de zogenaamde a-declinatie kan dag (Nederlands 'dag') als voorbeeld gegeven worden:
|                | Enkelvoud      | Meervoud     |
| -------------- | -------------- | ------------ |
| Nominativus    | dag            | dagos (-as)  |
| Genitivus      | dages of dagas | dago         |
| Dativus        | dage (-a)      | dagun (-on)  |
| Accusativus    | dag            | dagos, (-as) |
| Instrumentalis | dagu, (-o)     |              |

Ook de ô-declinatie is nog tamelijk onderscheiden al beginnen naamvallen meer en meer qua vorm te "versmelten"
- zoals nominativus en accusativus enkelvoud, en nominativus enkelvoud en dativus enkelvoud.
Als voorbeeld wordt hier de verbuiging van geba (Nederlands "gave") gegeven:
|             | Enkelvoud      | Meervoud     |
| ----------- | -------------- | ------------ |
| Nominativus | geba, (-e)     | geba         |
| Genitivus   | geba           | gebono       |
| Dativus     | gebu, (-o, -a) | gebun, (-on) |
| Accusativus | geba, (-e)     | geba         |

De specifieke kenmerken van de i-declinatie die voor zulke belangrijke wijzigingen zou zorgen in verschillende
Oudgermaanse dialecten, is in het Oudsaksisch nadrukkelijk aanwezig. Neem bijvoorbeeld de verbuiging van de vrouwelijke zelfstandige naamwoorden dâd (Nederlands 'daad') en werold (Nederlands 'wereld') en het mannelijke zelfstandige naamwoord gast (Nederlands 'gast') alle drie met een lange lettergreep:
|             | Enkelvoud     | Meervoud             |
| ----------- | ------------- | -------------------- |
| Nominativus | dâd           | dâdi                 |
| Genitivus   | dâdi;weroldes | dâdio, (-eo)         |
| Dativus     | dâdi;werolde  | dâdium, (-ion, -eon) |
| Accusativus | dâd           | dâdi                 |

|                | Enkelvoud     | Meervoud              |
| -------------- | ------------- | --------------------- |
| Nominativus    | gast          | gesti                 |
| Genitivus      | gastes, (-as) | gestio, (-eo)         |
| Dativus        | gaste, (-a)   | gestiun, (-ion, -eon) |
| Accusativus    | gast          | gesti                 |
| Instrumentalis | kraftu        |                       |

 * (Noot: de instrumentalis van gast is niet overgeleverd; die van kraft (Nederlands 'kracht') wel)
Bij de verbuiging van de zelfstandige naamwoorden van de i-declinatie met een korte lettergreep is het Oudsaksisch
nog iets conservatiever dan bijvoorbeeld het Oudhoogduits. Als voorbeeld volgt hier hugi (Nederlands 'geest').
|                | Enkelvoud        | Meervoud             |
| -------------- | ---------------- | -------------------- |
| Nominativus    | hugi             | hugi, (-ios)         |
| Genitivus      | huges            | hugio, (-eo)         |
| Dativus        | hugi, (-ie, -ea) | hugiun, (-ion, -eon) |
| Accusativus    | hugi             | hugi, (-ios)         |
| Instrumentalis | hugi, (-hugiu)   |                      |

Bij de consonantische declinatie is opvallend dat hier de verschillende verbuigingen qua vorm zich naar elkaar toe bewegen. Dit wordt goed geïllustreerd door het mannelijke zelfstandige naamwoord hano (Nederlands 'haan'):
|             | Enkelvoud         | Meervoud     |
| ----------- | ----------------- | ------------ |
| Nominativus | hano, (-a)        | hanon, (-un) |
| Genitivus   | hanon, (-an, -en) | hanono       |
| Dativus     | hanon, (-an, -en) | hanun, (-un  |
| Accusativus | hanon, (-an)      | hanon, (-un) |

Ook bij de vrouwelijke en onzijdige zelfstandige naamwoorden van de consonantische declinatie kan het verschijnsel
van het samenvallen der naamvallen worden waargenomen.
Ook bij de bijvoeglijke naamwoorden toont het Oudsaksisch het beeld van in elkaar schuivende naamvallen. Toch heeft het Oudsaksisch nog wel het onderscheid behouden tussen de sterke en zwakke bijvoeglijke naamwoorden.
Het is opvallend dat het Oudsaksisch wat persoonlijke voornaamwoorden betreft bijvoorbeeld ten opzichte van het Oudhoogduits tamelijk conservatief is gebleven. Zo heeft het Oudsaksisch een nog bijna volledig bewaarde tweevoud (of dualis).
De verbuiging ging als volgt:
| Eerste persoon            |            |
| Nominatief (ik)           | ic         |
| Genitief (mijn)           | mîn        |
| Datief (mij)              | mî         |
| Accusatief (mij)          | mî (mic)   |
| Tweede persoon            |            |
| Nominatief (jij, u)       | thû        |
| Genitief (jouw, uw)       | thîn       |
| Datief (jou, u)           | thî        |
| Accusatief (jou, u)       | thî (thik) |
| Tweevoud                  |            |
| Eerste persoon            |            |
| Nominatief (wij tweeën)   | wit        |
| Genitief (van ons tweeën) | unkaro     |
| Datief (voor ons tweeën)  | unk        |
| Accusatief (ons tweeën)   | unk        |
| Meervoud                  |            |
| Eerste persoon            |            |
| Nominatief (wij)          | wî (wê)    |
| Genitief (ons)            | ûser       |
| Datief (voor ons)         | ûs         |
| Accusatief (ons)          | ûs         |
| Tweede persoon            |            |
| Nominatief (jullie, u)    | gi (gê)    |
| Genitief (jullie, uw)     | iuwar      |
| Datief (voor jullie, u)   | iu (eu)    |
| Accusatief (jullie, u))   | iu (eu)    |

De vormen van de derde persoon zagen er zo uit:
| Enkelvoud         | Enkelvoud      |
| Mannelijk         | Mannelijk      |
| ----------------- | -------------- |
| Eerste persoon    |                |
| Nominatief (hij)  | hê (hie)       |
| Genitief (zijn)   | is             |
| Datief (voor hem) | im (imu, imo)  |
| Accusatief (hem)  | ina            |
| Onzijdig          |                |
| Eerste persoon    |                |
| Nominatief (het)  | it             |
| Genitief (zijn)   | is             |
| Datief (het)      | im (imu, imo)  |
| Accusatief (het)  | it             |
| Vrouwelijk        |                |
| Nominatief (zij)  | siu            |
| Genitief (haar)   | iro (iru, ira) |
| iru (iro)         |                |
| Accusatief (haar) | sia (sea, sie) |
| Meervoud          |                |
| Mannelijk         |                |
| Eerste persoon    |                |
| Nominatief (zij)  | sia (sea, sie) |
| Genitief (hun)    | iro            |
| Datief (hun)      | im             |
| Accusatief (hen)  | sia (sea, sie) |
| Onzijdig          |                |
| Eerste persoon    |                |
| Nominatief (zij)  | siu            |
| Genitief (hun)    | iro            |
| Datief (hun)      | im             |
| Accusatief (hen)  | siu            |
| Vrouwelijk        |                |
| Nominatief (zij)  | sia (sea, sie) |
| Genitief (hun)    | iro            |
| Datief (hun)      | im             |
| Accusatief (hen)  | sia (sea, sie) |

Zoals te verwachten is, is het Oudsaksische systeem van werkwoordenverbuiging ook vereenvoudigd ten opzichte van het Oudgermaans. Om een indruk te geven van de Oudsaksische werkwoorden volgen hier de verbuigingen van de werkwoorden
helpan ('helpen'), sôkian ('zoeken') en makon ('maken'):
| Tegenwoordige tijd | Tegenwoordige tijd | Tegenwoordige tijd  | Tegenwoordige tijd   |
| Aanwijzende vorm   | Aanwijzende vorm   | Aanwijzende vorm    | Aanwijzende vorm     |
| Enkelvoud          | Enkelvoud          | Enkelvoud           | Enkelvoud            |
| ------------------ | ------------------ | ------------------- | -------------------- |
| Eerste persoon     | hilpu (-o)         | sôkiu               | makon                |
| Tweede persoon     | hilpis             | sôkis               | makos                |
| Derde persoon      | hilpid (-it, id)   | sôkid               | makod (-ot, od)      |
| Meervoud           |                    |                     |                      |
| Eerste persoon     | helpad (-at, -að)  | sôkiad              | makiod, (-oiat, -oð) |
| Tweede persoon     | helpad (-at, -að)  | sôkiad              | makiod, (-oiat, -oð) |
| Derde persoon      | helpad (-at, -að)  | sôkiad              | makiod, (-oiat, -oð) |
| Aanvoegende wijs   |                    |                     |                      |
| Enkelvoud          |                    |                     |                      |
| Eerste persoon     | helpe (-a)         | sôkie (-ea)         | mako (-oie)          |
| Tweede persoon     | helpes (-as)       | sôkies (-eas)       | makos                |
| Derde persoon      | helpe (-a)         | sôkie (-ea)         | mako (-oie)          |
| Meervoud           |                    |                     |                      |
| Eerste persoon     | helpan (-en)       | sôkean (-ian, -ien) | makion, (-oian)      |
| Tweede persoon     | helpan (-en)       | sôkean (-ian, -ien) | makion, (-oian)      |
| Derde persoon      | helpan (-en)       | sôkean (-ian, -ien) | makion, (-oian)      |
| Gebiedende wijs    |                    |                     |                      |
| Enkelvoud          |                    |                     |                      |
| Tweede persoon     | hilp               | sôki                | mako                 |
| Meervoud           |                    |                     |                      |
| Tweede persoon     | helpad (-at, -ad)  | sôkiad (-eat, iad)  | makod (-ot, -od)     |
| Verleden tijd      |                    |                     |                      |
| Aantonende wijs    |                    |                     |                      |
| Enkelvoud          |                    |                     |                      |
| Eerste persoon     | halp               | sôhta               | makoda               |
| Tweede persoon     | hulpi              | sôhtes (-os, -as)   | makodes (-os, -as)   |
| Derde persoon      | halp               | sôhta               | makoda               |
| Meervoud           |                    |                     |                      |
| Eerste persoon     | hulpun (-on)       | sôhtun (-on)        | makodun (-on)        |
| Tweede persoon     | hulpun (-on)       | sôhtun (-on)        | makodun (-on)        |
| Derde persoon      | hulpun (-on)       | sôhtun (-on)        | makodun (-on)        |
| Aanvoegende wijs   |                    |                     |                      |
| Enkelvoud          |                    |                     |                      |
| Eerste persoon     | hulpi              | sôhti               | makodi               |
| Tweede persoon     | hulpis             | sôhtis              | makodis              |
| Derde persoon      | hulpi              | sôhti               | makodi               |
| Meervoud           |                    |                     |                      |
| Eerste persoon     | hulpin             | sôhtin              | makodin              |
| Tweede persoon     | hulpin             | sôhtin              | makodin              |
| Derde persoon      | hulpin             | sôhtin              | makodin              |
| Voltooid deelwoord |                    |                     |                      |
|                    | giholpan (en)      | gisôkid (-it)       | gimakod              |

De ontwikkeling van de Oudgermaanse sterke werkwoorden, die gekenmerkt worden door het verschijnsel
ablaut, is in het Oudsaksisch als volgt:
| Ablautklassen   | Ablautklassen | Ablautklassen | Ablautklassen | Ablautklassen | Ablautklassen |
| --------------- | ------------- | ------------- | ------------- | ------------- | ------------- |
| Klasse 1        | grijpen       | ik grijp      | ik greep      | wij grepen    | gegrepen      |
| î - ai - i - i  | grîpan        | ic grîpu      | ic grêp       | wi gripun     | gigripan      |
| Klasse 2        | bieden        | ik bied       | ik bood       | wij boden     | geboden       |
| eu - au - u - u | biodan        | ic biudu      | ic bôd        | wi budun      | gibodan       |
| Klasse 3        | binden        | ik bind       | ik bond       | wij bonden    | gebonden      |
| i - a - u - u   | bindan        | ic bindu      | ic band       | wi bundun     | gibundan      |
|                 | helpen        | ik help       | ik hielp      | wij hielpen   | geholpen      |
|                 | helpan        | ic hilpu      | ic halp       | wi hulpun     | giholpan      |
| Klasse 4        | stelen        | ik steel      | ik stal       | wij stalen    | gestolen      |
| e - a - æ - u   | stelan        | ic stilu      | ic stal       | wi stâlun     | gistolan      |
| Klasse 5        | geven         | ik geef       | ik gaf        | wij gaven     | gegeven       |
| e - a - æ - e   | geban         | ic gibu       | ic gaf        | wi gâbun      | gigeban       |
| Klasse 6        | slaan         | ik sla        | ik sloeg      | wij sloegen   | geslagen      |
| a - ô - ô - a   | slahan        | ic slahu      | ic slôg       | wi slôgun     | gislagan      |
| Klasse 7(a)     | houden        | ik houd       | ik hield      | wij hielden   | gehouden      |
|                 | haldan        | ic haldu      | ic hêld       | wi heldun     | gihaldan      |
| Klasse 7(b)     | lopen         | ik loop       | ik liep       | wij liepen    | gelopen       |
|                 | hlôpan        | ic hlôpu      | ic hliop      | wi hliopun    | gihlôpan      |

Over de zwakke werkwoorden valt verder nog te zeggen dat van de oorspronkelijk vier klassen van zwakke werkwoorden er in het Oudsaksisch twee overgebleven zijn.
In het algemeen kan gesteld worden dat de Oudsaksische vormleer vrij eenduidig is gebleven. Dit in tegenstelling tot bijvoorbeeld het Oudengels en het Oudhoogduits. Dit komt waarschijnlijk door de relatief gesloten geografische en politieke eenhoud van de Saksen en de demografische stabiliteit.

## Overgeleverde teksten
- Oudsaksische doopgelofte
- Heliand
- Oudsaksische Genesis

## Onzevader in het Oudsaksisch
De volgende poëtische versie van het Onzevader komt uit de Heliand:
Fadar ûsa firiho barno,(Onze vader, de zonen van de mensen,)
 
thu bist an them hôhon himila rîkea,  (U bent in het hoge hemelse rijk,)
 
geuuîhid sî thîn namo uuordo gehuuilico.  (Geheiligd zij uw naam in elk woord.)
 
Cuma thîn craftag rîki.  (Moge uw machtige koninkrijk komen.)
 
Uuerða thîn uuilleo obar thesa uuerold alla,  (Moge uw wil geschieden op deze hele wereld,)

sô sama an erðo, sô thar uppa ist   (Op de aarde, hetzelfde als daar boven)

an them hôhon himilo rîkea.'  (In het hoge hemelse rijk.)
 
Gef ûs dago gehuuilikes râd, drohtin the gôdo,  (Geef ons steun, elke dag, goede heer,)
 
thîna hêlaga helpa, endi alât ûs, hebenes uuard,  (Uw heilige steun, en vergeef ons, heerser van de hemel,)
 
managoro mênsculdio, al sô uue ôðrum mannum dôan.  (Onze vele zonden, zoals wij dat ook bij andere mensen doen. ) 

Ne lât ûs farlêdean lêða uuihti  (Laat ons niet verleid worden door duivelse schepsels)
 
sô forð an iro uuilleon, sô uui uuirðige sind,  (Om hun wil uit te voeren, zoals wij verdienen,)

ac help ûs uuiðar allun ubilon dâdiun.  (Maar help ons te vechten tegen alle duivelse daden)
N.b.: de letter ð wordt uitgesproken als th zoals in het Engelse them.